# بروکس (کالیفرنیا)
بروکس (به انگلیسی: Brooks) یک منطقهٔ مسکونی در ایالات متحده آمریکا است که در شهرستان یولو، کالیفرنیا واقع شده‌است. بروکس ۱۰۴ متر بالاتر از سطح دریا واقع شده‌است.